# منتخب العراق لكرة القدم للسيدات
منتخب العراق لكرة القدم للسيدات هو المنتخب النسائي الوطني الذي يمثل العراق في المحافل العالمية.

## التاريخ
لعب المنتخب أول مباراة دولية له في عام 2010. وأول بطولة دولية شارك بها كانت تصفيات كأس آسيا للسيدات لكرة القدم 2018.
في 26 حزيران/يونيو 2025 حقق أول فوز رسمي في تاريخه بعد انتصاره على منغوليا بخمسة أهداف لهدفين ضمن الجولة الثانية من تصفيات كأس آسيا الجارية في مدينة شيانغ ماي التايلاندية.

## الطاقم التدريبي
| المنصب           | الاسم           |
| ---------------- | --------------- |
| المدرب           | صالح راضي       |
| مساعد مدرب       | نجم كاظم        |
| مساعد مدرب       | وليد الداهد     |
| مدرب حراس المرمى | عبد الكريم سهيل |

## اللاعبات

### التشكيلة الحالية
تم اختيار 23 لاعبه ضمن تشكيلة المنتخب العراقي المشارك في بطولة اتحاد غرب آسيا للسيدات 2024. المقامة في السعودية للفترة 18–28 شباط/فبراير 2024.
| الرقم | المركز | اللاعب                 | تاريخ الميلاد (العمر) | لعب | سجل | النادي |
| ----- | ------ | ---------------------- | --------------------- | --- | --- | ------ |
|       | حارس   | فائزة جلال محمود       |                       |     |     | العراق |
|       | حارس   | زهراء علي حسين         |                       |     |     | العراق |
|       | حارس   | سه لار عبدالواحد       |                       |     |     | العراق |
|       | دفاع   | نادية فاضل             |                       |     |     | العراق |
|       | دفاع   | به هره محمد            |                       |     |     | العراق |
|       | دفاع   | اسراء عدنان هاشم       |                       |     |     | العراق |
|       | وسط    | سوز كاظم كامل          |                       |     |     | العراق |
|       | دفاع   | غفران صديق مهدي        |                       |     |     | العراق |
|       | دفاع   | سميرة رؤوف صالح        |                       |     |     | العراق |
|       | وسط    | تبارك الرحمن مؤيد      |                       |     |     | العراق |
|       | وسط    | مينا كريم جبار         |                       |     |     | العراق |
|       | وسط    | ديرين ملا بكر          |                       |     |     | العراق |
|       | وسط    | ميس مهدي حسن           |                       |     |     | العراق |
|       | وسط    | طيبة القريشي           |                       |     |     | العراق |
|       | وسط    | سيبيل شكر رشيد         |                       |     |     | العراق |
|       | وسط    | برزه نظام شوكت         |                       |     |     | العراق |
|       | وسط    | سولين عبدالله سعدي     |                       |     |     | العراق |
|       | وسط    | ايلاف حسام الدين       |                       |     |     | العراق |
|       | وسط    | يسرى ابراهيم حسن       |                       |     |     | العراق |
|       | وسط    | سارا سه رهه نك اسماعيل |                       |     |     | العراق |
|       | وسط    | هدى هادي عبدالامير     |                       |     |     | العراق |
|       | هجوم   | زينب عباس كاظم         |                       |     |     | العراق |
|       | هجوم   | شوخان نور الدين        |                       |     |     | العراق |

## سجلات المنافسة

### كأس العالم
| سجل كأس العالم لكرة القدم | سجل كأس العالم لكرة القدم | سجل كأس العالم لكرة القدم | سجل كأس العالم لكرة القدم | سجل كأس العالم لكرة القدم | سجل كأس العالم لكرة القدم | سجل كأس العالم لكرة القدم | سجل كأس العالم لكرة القدم | سجل كأس العالم لكرة القدم | سجل كأس العالم لكرة القدم |          | سجل التصفيات | سجل التصفيات | سجل التصفيات | سجل التصفيات | سجل التصفيات | سجل التصفيات |
| السنة                     | الدور                     | المركز                    | ل                         | ف                         | ت                         | خ                         | أ.ل                       | أ.ع                       | التشكيلة                  | ل        | ف            | ت            | خ            | أ.ل          | أ.ع          |              |
| ------------------------- | ------------------------- | ------------------------- | ------------------------- | ------------------------- | ------------------------- | ------------------------- | ------------------------- | ------------------------- | ------------------------- | -------- | ------------ | ------------ | ------------ | ------------ | ------------ | ------------ |
| 1991 إلى 2015             | لم يشارك                  | لم يشارك                  | لم يشارك                  | لم يشارك                  | لم يشارك                  | لم يشارك                  | لم يشارك                  | لم يشارك                  | لم يشارك                  | لم يشارك | لم يشارك     | لم يشارك     | لم يشارك     | لم يشارك     | لم يشارك     |              |
| 2019                      | لم يتأهل                  | لم يتأهل                  | لم يتأهل                  | لم يتأهل                  | لم يتأهل                  | لم يتأهل                  | لم يتأهل                  | لم يتأهل                  | لم يتأهل                  | 5        | 0            | 0            | 5            | 0            | 22           |              |
| 2023                      | أنسحب                     | أنسحب                     | أنسحب                     | أنسحب                     | أنسحب                     | أنسحب                     | أنسحب                     | أنسحب                     | أنسحب                     | أنسحب    | أنسحب        | أنسحب        | أنسحب        | أنسحب        | أنسحب        |              |
| المجموع                   | -                         | -                         | 0                         | 0                         | 0                         | 0                         | 0                         | 0                         | —                         | 5        | 0            | 0            | 5            | 0            | 22           |              |

## سجل المواجهات المباشرة
هذه القائمة تستعرض سجل مواجهات منتخب العراق لكرة القدم للسيدات مع المنتخبات المنافسة تاريخيا.
مفاتيح
تمت احتساب جميع المباريات الرسمية الدولية باستثناء المباريات الودية والأولمبية.
| إحصائيات المواجهات المباشرة لمنتخب العراق لكرة القدم     | إحصائيات المواجهات المباشرة لمنتخب العراق لكرة القدم | إحصائيات المواجهات المباشرة لمنتخب العراق لكرة القدم | إحصائيات المواجهات المباشرة لمنتخب العراق لكرة القدم | إحصائيات المواجهات المباشرة لمنتخب العراق لكرة القدم | إحصائيات المواجهات المباشرة لمنتخب العراق لكرة القدم | إحصائيات المواجهات المباشرة لمنتخب العراق لكرة القدم | إحصائيات المواجهات المباشرة لمنتخب العراق لكرة القدم | إحصائيات المواجهات المباشرة لمنتخب العراق لكرة القدم | إحصائيات المواجهات المباشرة لمنتخب العراق لكرة القدم |
| المنتخب                                                  | القارة                                               | أول                                                  | لعب                                                  | فاز                                                  | تعادل                                                | خسر                                                  | أهداف له                                             | أهداف عليه                                           | الفارق                                               |
| -------------------------------------------------------- | ---------------------------------------------------- | ---------------------------------------------------- | ---------------------------------------------------- | ---------------------------------------------------- | ---------------------------------------------------- | ---------------------------------------------------- | ---------------------------------------------------- | ---------------------------------------------------- | ---------------------------------------------------- |
| الأردن                                                   | آسيا                                                 | 2010                                                 | 3                                                    | 0                                                    | 0                                                    | 3                                                    | 0                                                    | 34                                                   | -34                                                  |
| مصر                                                      | إفريقيا                                              | 2010                                                 | 1                                                    | 0                                                    | 0                                                    | 1                                                    | 0                                                    | 15                                                   | -15                                                  |
| لبنان                                                    | آسيا                                                 | 2010                                                 | 1                                                    | 0                                                    | 0                                                    | 1                                                    | 0                                                    | 9                                                    | -9                                                   |
| البحرين                                                  | آسيا                                                 | 2011                                                 | 2                                                    | 0                                                    | 0                                                    | 2                                                    | 0                                                    | 16                                                   | -16                                                  |
| فلسطين                                                   | آسيا                                                 | 2011                                                 | 2                                                    | 0                                                    | 0                                                    | 2                                                    | 0                                                    | 6                                                    | -6                                                   |
| طاجيكستان                                                | آسيا                                                 | 2017                                                 | 1                                                    | 0                                                    | 0                                                    | 1                                                    | 0                                                    | 1                                                    | -1                                                   |
| الفلبين                                                  | آسيا                                                 | 2017                                                 | 1                                                    | 0                                                    | 0                                                    | 1                                                    | 0                                                    | 4                                                    | -4                                                   |
| الإمارات العربية المتحدة                                 | آسيا                                                 | 2017                                                 | 1                                                    | 0                                                    | 0                                                    | 1                                                    | 0                                                    | 3                                                    | -3                                                   |
| نيبال                                                    | آسيا                                                 | 2024                                                 | 1                                                    | 0                                                    | 0                                                    | 1                                                    | 0                                                    | 5                                                    | -5                                                   |
| سوريا                                                    | آسيا                                                 | 2024                                                 | 1                                                    | 0                                                    | 0                                                    | 1                                                    | 0                                                    | 3                                                    | -3                                                   |
| آخر تحديث للمباريات بعد مباراة ضد سوريا في 24 شباط 2024. |                                                      |                                                      |                                                      |                                                      |                                                      |                                                      |                                                      |                                                      |                                                      |